# Paraglenurus riparius
Paraglenurus riparius är en insektsart som beskrevs av Miller och Stange in Miller et al. 1999. Paraglenurus riparius ingår i släktet Paraglenurus och familjen myrlejonsländor. Inga underarter finns listade i Catalogue of Life.